# Esther Murphy Strachey
Esther Strachey, (22 de octubre de 1897-París, 23 de noviembre de 1962), nacida Murphy, más tarde Arthur, fue una académica, historiadora y socialité estadounidense.

## Trayectoria

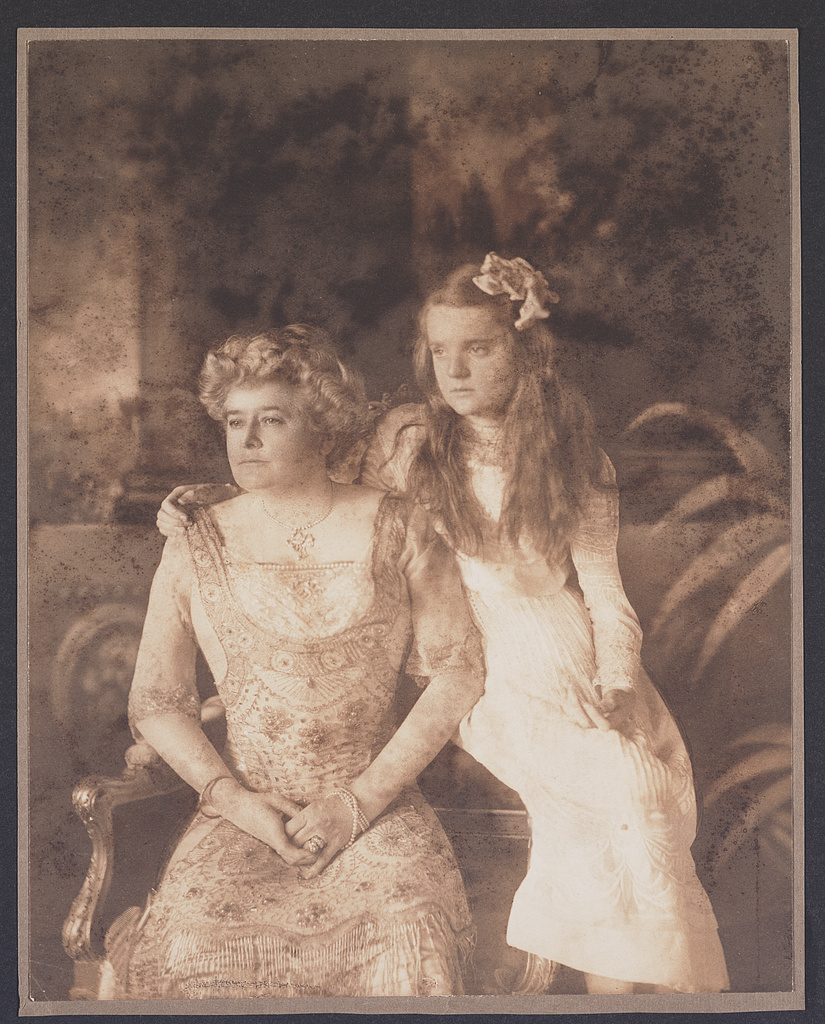
Esther Murphy Arthur de niña con su madre, la señora Patrick Francis Murphy, de soltera Anna Ryan, entre 1910 y 1915

Murphy nació el 22 de octubre de 1897, hija de Anna Elizabeth Ryan y de Patrick Francis Murphy, propietario de Mark Cross Company, vendedores de artículos de cuero fino. Tuvo dos hermanos: Gerald Clery Murphy y Frederic Timothy Murphy.
Murphy no pudo asistir al Bryn Mawr College y siguió el plan de estudios de la Universidad de Harvard en casa por la salud de su madre.
Frecuentó un círculo de expatriados estadounidenses que vivían en la Riviera Francesa en la década de 1920. Una carta de 1926 escrita desde Francia por F. Scott Fitzgerald señalaba: «Nadie estuvo en Antibes ese verano... excepto yo, Zelda, los Valentino, los Murphy, Mistinguett, Rex Ingram, Dos Passos, Alice Terry, los MacLeish, Charlie Brackett, Maud Kahn , Esther Murphy, Marguerite Namara, E. Oppenheimer (sic), el violinista Mannes, Floyd Dell, Max y Crystal Eastman, el ex primer ministro Orlando, Etienne de Beaumont ...».
Cuando estaba en París, frecuentó a Janet Flanner (que más tarde se convertiría en amante de Noël Haskins Murphy,  su cuñada) y a Solita Solano, Gertrude Stein y Alice B. Toklas, Dolly Wilde y Natalie Barney, que era su apasionada obsesión.
En 1928, Djuna Barnes escribió una biografía satírica  del círculo parisino de Natalie Barney, El almanaque de las mujeres (1928), en la que la caricatura de Murphy es "Bounding Bess". Murphy escribió a su vez una fantasía que metamorfosea a Barney en una abadesa del siglo XIII también conocida por "actividades asombrosas durante las Cruzadas".  En una historia narrada por Murphy, Isabel Pell, junto con Barney, se infiltró en un convento italiano del siglo XIII para reunirse con Alice Robinson, una de las amantes de Barney.  Murphy también era amiga de Mercedes de Acosta, Madge Garland, Edmund Wilson y Dorothy Parker. Otra amiga, la novelista Dawn Powell, escribió sobre lo que ella percibía como el fracaso de la vida de Murphy: "Algunas personas no quieren ser parte de la acción; en realidad quieren ser espectadores".
El 29 de abril de 1929, se casó con John Strachey, político y escritor laborista británico. Oswald Mosley fue el padrino de la boda.  Unos años después, en 1935, se casó con Gavin Arthur, un astrólogo y sexólogo de San Francisco y nieto del presidente estadounidense Chester A. Arthur. Él fue uno de los primeros activistas en defensa de los derechos de los homosexuales y prototipo de los hippies. Se divorciaron en 1961.  En 1945 conoció a la escritora Sybille Bedford, quien se convertiría en su pareja; la relación aunque duró solo unos años, creó una relación de amistad de por vida.
Publicó ensayos y libros, fue oradora pública y panelista habitual junto con Eleanor Roosevelt, Margaret Mead y Fanny Hurst en el programa de radio de ABC Listen – The Women!.
Murphy murió el 23 de noviembre de 1962 en París. Sus cenizas fueron entregadas a su hermano, Gerald Murphy en los Estados Unidos el 5 de diciembre de 1962 .

## Galería

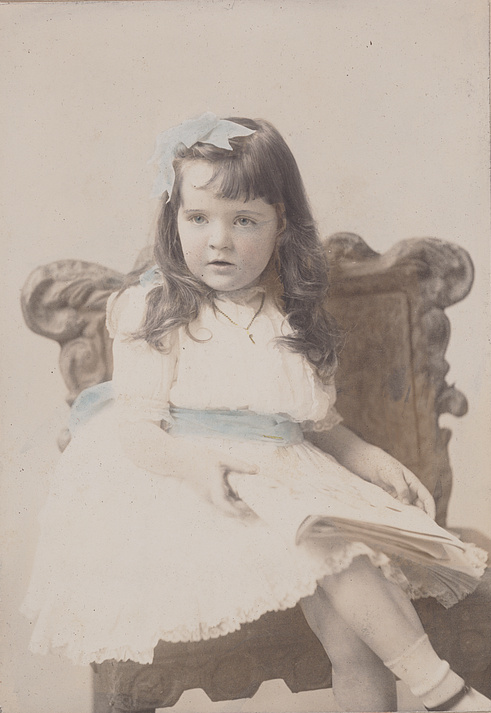
Esther Murphy de niña, por George Gardner Rockwood (1832-1911), entre 1907 y 1910
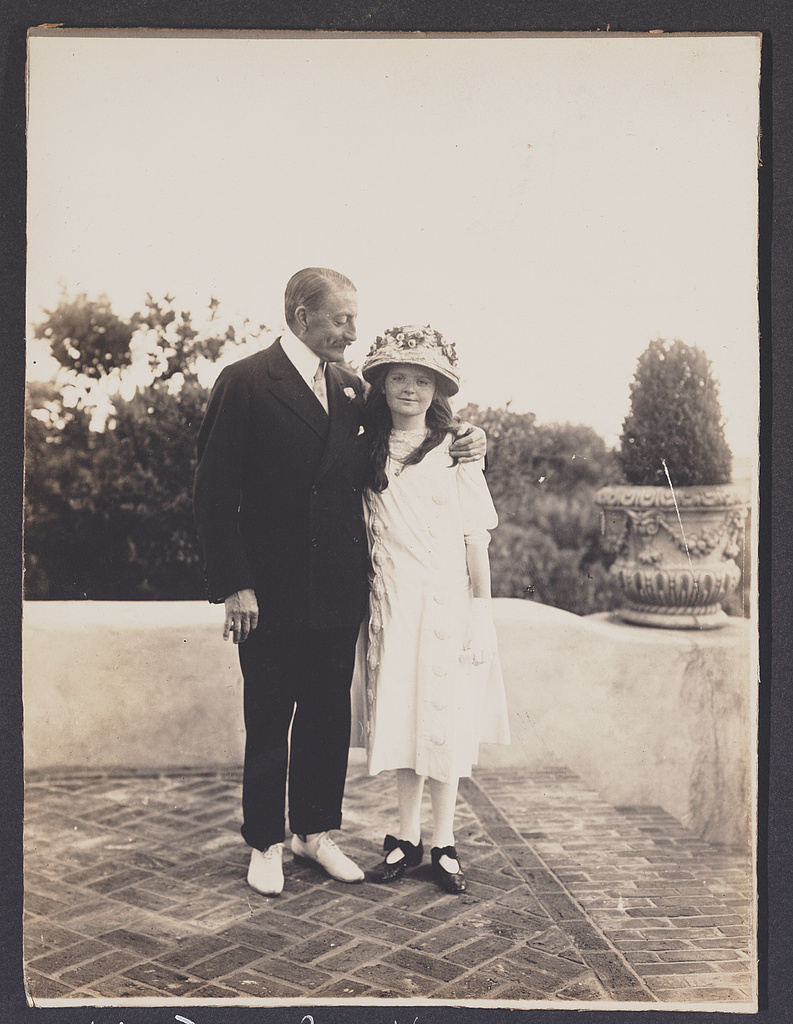
Esther Murphy Arthur de niña con el actor John Drew Jr., entre 1910 y 1915
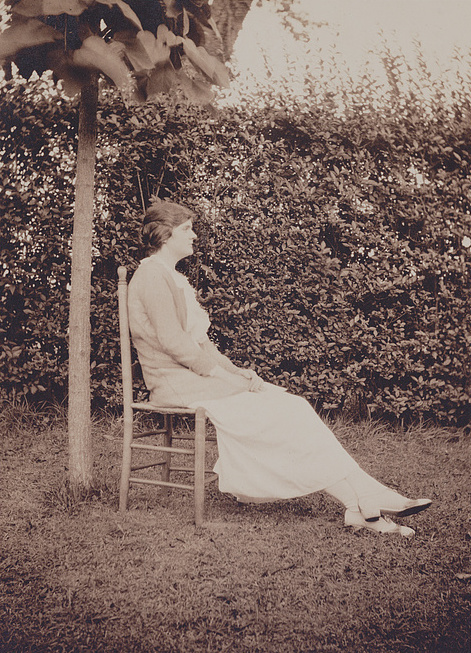
Esther Murphy Arthur sentada afuera en una silla, 1923
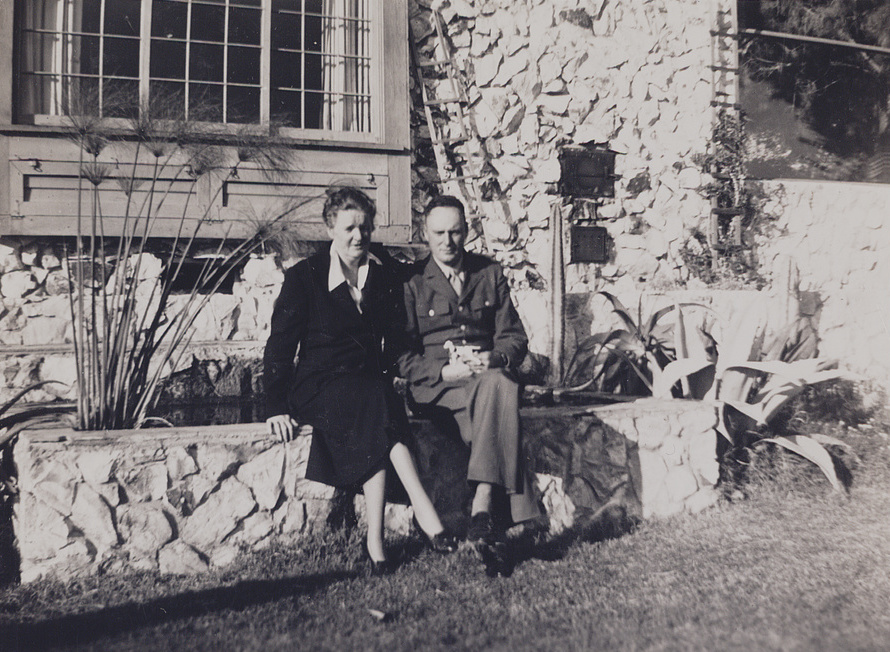
Chester Arthur III (Gavin Arthur), en uniforme, y Esther Arthur sentada en una pared de roca, 1942
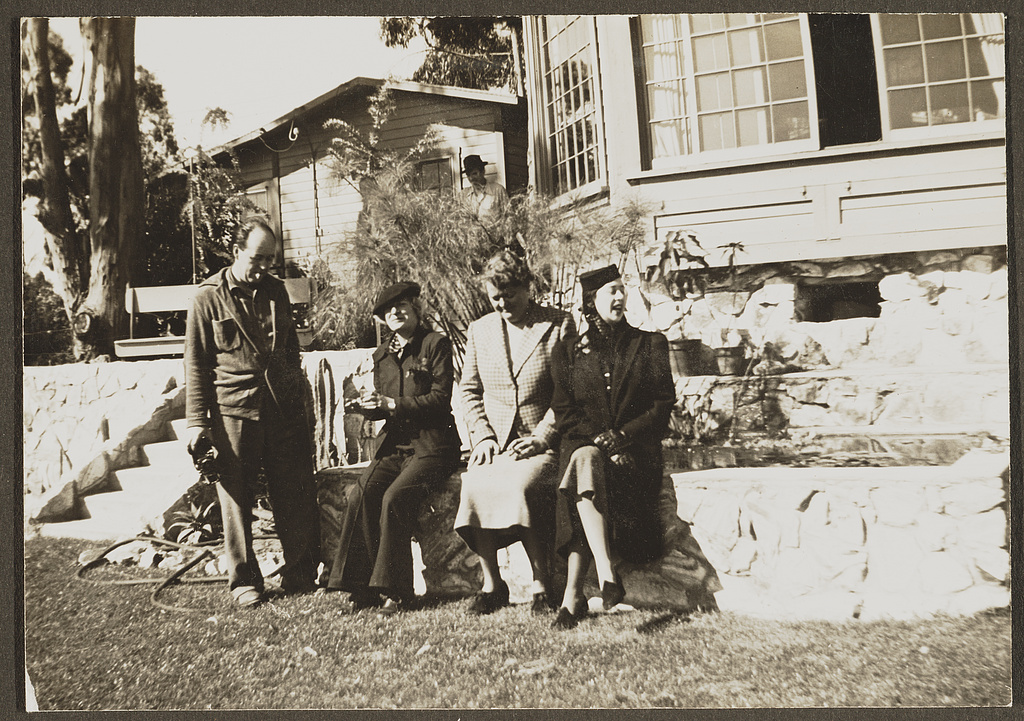
Gavin Arthur, de pie, y Janet Flanner, Esther Murphy y Solita Solano sentadas entre 1945 y 1955

## Legado
Lisa Cohen escribió All We Know: Three Lives (2012) que es la biografía de tres mujeres: Esther Murphy, de la que cuenta sus primeros años y el negocio familiar; la escritora-feminista Mercedes de Acosta y la editora de moda del Vogue británico Madge Garland.